# Canton de Montluçon-3
Le canton de Montluçon-3 est une circonscription électorale française du département de l'Allier, créée par le décret du 27 février 2014 et entrant en vigueur lors des élections départementales de 2015.

## Histoire
Un nouveau découpage territorial de l'Allier entre en vigueur en mars 2015, défini par le décret du 27 février 2014, en application des lois du 17 mai 2013 (loi organique 2013-402 et loi 2013-403). Les conseillers départementaux sont, à compter de ces élections, élus au scrutin majoritaire binominal mixte. Les électeurs de chaque canton élisent au Conseil départemental, nouvelle appellation du Conseil général, deux membres de sexe différent, qui se présentent en binôme de candidats. Les conseillers départementaux sont élus pour six ans au scrutin binominal majoritaire à deux tours, l'accès au second tour nécessitant 12,5 % des inscrits au premier tour. En outre la totalité des conseillers départementaux est renouvelée. Ce nouveau mode de scrutin nécessite un redécoupage des cantons dont le nombre est divisé par deux avec arrondi à l'unité impaire supérieure si ce nombre n'est pas entier impair, assorti de conditions de seuils minimaux. Dans l'Allier, le nombre de cantons passe ainsi de 42 à 21. Le canton de Montluçon-3 fait partie des neuf nouveaux cantons du département, les dix autres cantons portant la dénomination d'un ancien canton, mais avec des limites territoriales différentes.

## Représentation
| Période élective | Période élective | Mandat | Mandat   | Identité          | Nuance | Nuance | Qualité |
| ---------------- | ---------------- | ------ | -------- | ----------------- | ------ | ------ | --- |
| 2015             | 2021             | 2015   | 2021     | Christian Chito   |        | DVD    | Vétérinaire retraité, maire de Marcillat-en-Combraille jusqu'en 2020 5e vice-président chargé du numérique, du développement durable, de l'environnement et ressources naturelles, et du cadre de vie |
| 2015             | 2021             | 2015   | 2021     | Bernadette Vergne |        | DVD    | Retraitée, maire-adjointe de Montluçon jusqu'en 2020 |
| 2021             | 2028             | 2021   | en cours | Christian Chito   |        | DVD    | Vétérinaire retraité 3e vice-président chargé du numérique et du développement durable |
| 2021             | 2028             | 2021   | en cours | Sylvie Sartirano  |        | DVD    | Gérante d'entreprise Conseillère municipale de Montluçon |

### Résultats détaillés

#### Élections de mars 2015
À l'issue du premier tour des élections départementales de 2015, deux binômes sont en ballottage : Christian Chito et Bernadette Vergne (DVD, 43,12 %) et Pierre Mothet et Josette Simonet (FG, 21,2 %). Le taux de participation est de 51,18 % (7 608 votants sur 14 864 inscrits) contre 53,8 % au niveau départemental et 50,17 % au niveau national.
Au second tour, Christian Chito et Bernadette Vergne (DVD) sont élus avec 60,92 % des suffrages exprimés et un taux de participation de 50,05 % (4 092 voix pour 7 440 votants et 14 864 inscrits).

#### Élections de juin 2021
Le premier tour des élections départementales de 2021 est marqué par un très faible taux de participation (33,26 % au niveau national). Dans le canton de Montluçon-3, ce taux de participation est de 35,43 % (4 955 votants sur 13 986 inscrits) contre 36,56 % au niveau départemental. À l'issue de ce premier tour, deux binômes sont en ballottage : Christian Chito et Sylvie Sartirano (DVD, 63,91 %) et Jacques Chanudet et Magali Ferreira Neves (Union à gauche avec des écologistes, 16,52 %).
Le second tour des élections est marqué une nouvelle fois par une abstention massive équivalente au premier tour. Les taux de participation sont de 34,3 % au niveau national, 37,8 % dans le département et 36,75 % dans le canton de Montluçon-3. Christian Chito et Sylvie Sartirano (DVD) sont élus avec 70,81 % des suffrages exprimés (3 329 voix pour 5 139 votants et 13 982 inscrits),,.

## Composition
| Nom                               | Code Insee | Intercommunalité                          | Superficie (km2) | Population (dernière pop. légale)               | Densité (hab./km2) | Modifier                                    |
| --------------------------------- | ---------- | ----------------------------------------- | ---------------- | ----------------------------------------------- | ------------------ | ------------------------------------------- |
| Montluçon (bureau centralisateur) | 03185      | CA Montluçon Communauté                   | 20,67            | Fraction : 9 492 (2022) Commune : 33 317 (2022) | 1 612              | modifier les données · modifier les données |
| Arpheuilles-Saint-Priest          | 03007      | CA Montluçon Communauté                   | 20,02            | 374 (2022)                                      | 19                 | modifier les données · modifier les données |
| La Celle                          | 03047      | CC Commentry Montmarault Néris Communauté | 31,20            | 400 (2022)                                      | 13                 | modifier les données · modifier les données |
| Durdat-Larequille                 | 03106      | CC Commentry Montmarault Néris Communauté | 24,45            | 1 317 (2022)                                    | 54                 | modifier les données · modifier les données |
| Marcillat-en-Combraille           | 03161      | CA Montluçon Communauté                   | 35,21            | 907 (2022)                                      | 26                 | modifier les données · modifier les données |
| Mazirat                           | 03167      | CA Montluçon Communauté                   | 20,26            | 280 (2022)                                      | 14                 | modifier les données · modifier les données |
| Néris-les-Bains                   | 03195      | CC Commentry Montmarault Néris Communauté | 33,13            | 2 441 (2022)                                    | 74                 | modifier les données · modifier les données |
| La Petite-Marche                  | 03206      | CA Montluçon Communauté                   | 14,93            | 165 (2022)                                      | 11                 | modifier les données · modifier les données |
| Ronnet                            | 03216      | CA Montluçon Communauté                   | 19,88            | 168 (2022)                                      | 8,5                | modifier les données · modifier les données |
| Saint-Fargeol                     | 03231      | CA Montluçon Communauté                   | 10,36            | 187 (2022)                                      | 18                 | modifier les données · modifier les données |
| Saint-Genest                      | 03233      | CA Montluçon Communauté                   | 15,17            | 388 (2022)                                      | 26                 | modifier les données · modifier les données |
| Saint-Marcel-en-Marcillat         | 03244      | CA Montluçon Communauté                   | 10,55            | 128 (2022)                                      | 12                 | modifier les données · modifier les données |
| Sainte-Thérence                   | 03261      | CA Montluçon Communauté                   | 13,14            | 179 (2022)                                      | 14                 | modifier les données · modifier les données |
| Terjat                            | 03280      | CA Montluçon Communauté                   | 17,74            | 181 (2022)                                      | 10                 | modifier les données · modifier les données |
| Villebret                         | 03314      | CA Montluçon Communauté                   | 15,34            | 1 333 (2022)                                    | 87                 | modifier les données · modifier les données |
| Canton de Montluçon-3             | 0311       |                                           |                  | 17 940 (2022)                                   |                    | modifier les données                        |

Le canton de Montluçon-3 est composé de :
1. quatorze communes entières,
2. la partie de la commune de Montluçon située à l'est et au sud d'une ligne définie par l'axe des voies et limites suivantes : depuis la limite territoriale de la commune de Prémilhat, avenue du Président-Auriol, rue Buffon, avenue des Roches, rue du Clair-Matin, rue du Soleil-Levant, avenue des Roches, passage reliant l'avenue des Roches à l'avenue des Guineberts, avenue des Guineberts, ligne droite se prolongeant jusqu'au cours du Cher, cours du Cher, ligne de chemin de fer jusqu'à la gare (exclue), avenue Marx-Dormoy, boulevard de Courtais, rue des Anciennes-Boucheries, rue Barathon, rue de La Réunion, rue de l'Hermitage, avenue John-Fitzgerald-Kennedy, rue de Rimard, ligne de chemin de fer, jusqu'à la limite territoriale de la commune de Saint-Angel.

## Démographie
En 2022, le canton comptait 17 940 habitants, en évolution de −5,77 % par rapport à 2016 (Allier : −1,38 %, France hors Mayotte : +2,11 %).
| 2013   | 2018   | 2022   |
| ------ | ------ | ------ |
| 19 238 | 18 538 | 17 940 |